# Triaenostreptus kymatorhabdus
Triaenostreptus kymatorhabdus är en mångfotingart som beskrevs av Carl Graf Attems 1914. Triaenostreptus kymatorhabdus ingår i släktet Triaenostreptus och familjen Spirostreptidae. Inga underarter finns listade i Catalogue of Life.